# Samlingsfronten
Samlingsfronten (isländska: Samfylkingin – jafnaðarmannaflokkur Íslands), även kallad Enhetsfronten och Alliansen, är ett socialdemokratiskt politiskt parti på Island. Partiledare är Kristrún Frostadóttir.
Samfylkingin grundades inför alltingsvalet 1999 genom sammanslagning av fyra partier på vänsterkanten: socialdemokratiska Alþýðuflokkurinn, Alþýðubandalagið, Þjóðvaki och Kvinnolistan. År 2013 lade partiet till ”jafnaðarmannaflokkur Íslands” (Islands socialdemokratiska parti) till sitt namn.
Efter alltingsvalet 2007 bildade partiet regering tillsammans med liberalkonservativa Självständighetspartiet, men i början av 2009 kollapsade samarbetet efter att Island drabbats hårt av finanskrisen. Samlingsfronten bildade då istället en koalitionsregering med Vänsterpartiet – de gröna. I nyvalet den 25 april 2009 fick de två partierna för första gången tillsammans en majoritet av mandaten i Alltinget. I alltingsvalet 2013 halverades Samlingsfrontens väljarstöd; partiet fick blott nio platser i Alltinget och fick lämna regeringen. I alltingsvalet 2017 fick partiet sju platser och 2021 sex platser. Vid alltingsvalet 2024 växte partiet till att bli Islands största med femton mandat. 